# 九州サッカーリーグ
九州サッカーリーグ（きゅうしゅうサッカーリーグ、通称Kyuリーグ）は、日本の九州地方の8県（福岡県、佐賀県、長崎県、熊本県、大分県、宮崎県、鹿児島県、沖縄県）に所在する第1種登録のクラブチームが参加するサッカーリーグである。日本全国に9つある地域リーグのひとつであり、日本サッカーのリーグ構成において、日本フットボールリーグ（JFL）を4部とみなした場合は実質5部に相当する。

## 概要

### 歴史
1973年、三菱化成黒崎、全西鉄（ともに福岡県）、楠葉クラブ（佐賀県）、熊本教員、鶴屋（ともに熊本県）、鹿児島教員、鹿児島クラブ（ともに鹿児島県）の7クラブによる地域リーグとして発足した。
翌年、鶴屋の脱退および中津クラブ、大分スポーツ（ともに大分県）の加盟により8クラブ体制となり、さらに1982年、三菱重工長崎（長崎県）、京セラ川内（鹿児島県）の加盟によって10クラブ体制に拡大、その後は上位リーグとの間に昇・降格クラブなどがない限り原則10クラブによるリーグ戦を行っている（昇・降格や脱退があった場合でも10クラブ体制で行われたケースもある）。
- 1982年以降、10クラブ以外のリーグ構成になったケース
  - 1991年：新日鐵八幡の日本サッカーリーグ2部からの降格に伴い11クラブ
  - 1996年：大分FCのジャパンフットボールリーグ昇格に伴い9クラブ
  - 2003年：アルエット熊本、プロフェソール宮崎FC両クラブの日本フットボールリーグ（JFL）からの降格に伴い12クラブ
  - 2006年：ロッソ熊本、FC琉球両クラブのJFL昇格に伴い9クラブ
  - 2007年：ホンダロックのJFLからの降格に伴い11クラブ
  - 2009年：V・ファーレン長崎、ホンダロック両クラブのJFL昇格に伴い9クラブ
  - 2010年：沖縄かりゆしFC、ヴァンクール熊本両クラブの解散に伴い9クラブ
  - 2017年：熊本地震の影響による降格枠削減に伴い11クラブ
  - 2020年：新型コロナウイルスの影響により日本製鉄大分が参加辞退したため9クラブ（8月にリーグ戦中止）
  - 2021年：前年のリーグ戦中止により県リーグ降格が無いため11クラブ（リーグ開幕前に日本製鉄大分が参加辞退したため10クラブで開催）
  - 2022年：前年の日本製鉄大分の参加辞退により県リーグ降格が無いため12クラブ（リーグ開幕前にFC中津がリーグ脱会したため11クラブで開催）

試合数は、第18回（1990年）までは1回戦総当たりだったが、第19回（1991年）から2回戦総当たり方式とし、同時に勝利の際の勝ち点を2から3に変更した。ただし、第44回（2016年）は熊本地震の影響により、第3節-11節が中止となり1回戦総当たり制に変更となった。
また、第23回（1995年）から第49回（2021年）までは、45分ハーフ（90分間）で決着しなかった場合、試合終了後にPK戦を行い、勝ったクラブに勝点2、負けても勝点1を与える「完全決着方式」（下記「レギュレーション」の項参照）を導入していた。

### レギュレーション
試合方式については、前後半45分ずつ・延長なし引き分けありの勝点制度を採用する。
1995年シーズンから2021年シーズンは、引き分け制を導入しない「完全決着」方式を採用。45分ハーフ（90分間）で決着しなかった場合、試合終了後にPK戦を行い、そこで勝ったクラブに勝点2、負けても勝点1を確保できるというものであった。なお90分間で決着した場合は、勝利で3、負けは0の勝点が加算されていた。
九州サッカーリーグと同じく完全決着方式を取っていた中国サッカーリーグが2007年から引き分け制に変更したため、2007年シーズンからは、地域リーグで完全決着方式を採用しているのは九州サッカーリーグだけとなっていたが、2022年シーズンより引き分け制を再導入した為、完全決着方式を導入している地域リーグは消滅した。
2004年までは各県を巡業する「セントラル方式」（2日間1セット）でリーグ戦を行ってきた。しかし、2005年からこれまでの各県巡業に加えて、ホームタウンマッチを一部試合で採用することになった。ホームタウンマッチでは1000円を上限とした有料試合の開催もできる。

## 参加クラブ（2025年）
|    | クラブ名              | 加盟協会 | 備考                                                              |
| -- | --------------------- | -------- | ----------------------------------------------------------------- |
| 1  | ヴェロスクロノス都農  | 宮崎県   |                                                                   |
| 2  | ジェイリースFC        | 大分県   |                                                                   |
| 3  | FC延岡AGATA           | 宮崎県   |                                                                   |
| 4  | Brew SAGA             | 佐賀県   | 「Brew KASHIMA」から名称変更                                      |
| 5  | KMGホールディングスFC | 福岡県   |                                                                   |
| 6  | 川副クラブ            | 佐賀県   |                                                                   |
| 7  | 日本製鉄大分          | 大分県   |                                                                   |
| 8  | FC博多                | 福岡県   | 「板付FC」から名称変更                                            |
| 9  | NIFS KANOYA FC        | 鹿児島県 | 鹿屋体育大学サッカー部の社会人登録チーム 入れ替え戦勝利により残留 |
| 10 | 三菱重工長崎SC        | 長崎県   | 九州各県リーグ決勝大会1位で昇格                                   |

## 歴代成績
| 回 | 年度 | 1位 | 2位 | 3位 | 4位 | 5位 | 6位 | 7位 | 8位 | 9位 | 10位 | 11位             | 12位       |
| -- | ---- | --- | --- | --- | --- | --- | --- | --- | --- | --- | --- | ---------------- | ---------- |
| 1  | 1973 | 三菱化成黒崎 | 楠葉クラブ | 鹿児島教員 | 全西鉄 | 熊本県教員蹴友団 | 鹿児島クラブ | 鶴屋百貨店 | - | - | - | -                | -          |
| 2  | 1974 | 鹿児島教員 | 中津クラブ | 全西鉄 | 鹿児島クラブ | 楠葉クラブ | 三菱化成黒崎 | 熊本県教員蹴友団 | 大分スポーツ | - | - | -                | -          |
| 3  | 1975 | 中津クラブ | 熊本県教員蹴友団 | 楠葉クラブ | 鹿児島教員 | 三菱化成黒崎 | 鹿児島クラブ | 宮農クラブ | 全西鉄 | - | - | -                | -          |
| 4  | 1976 | 中津クラブ | 宮農クラブ | 鹿児島クラブ | 三和楽蹴クラブ | 三菱化成黒崎 | 熊本県教員蹴友団 | 鹿児島教員 | 楠葉クラブ | - | - | -                | -          |
| 5  | 1977 | 熊本県教員蹴友団 | 中津クラブ | 三菱化成黒崎 | 楠葉クラブ | 宮農クラブ | 三和楽蹴クラブ | 鹿児島クラブ | 鹿児島教員 | - | - | -                | -          |
| 6  | 1978 | 中津クラブ | 三菱化成黒崎 | 楠葉クラブ | 新日鉄大分 | 鹿児島教員 | 宮農クラブ | 熊本県教員蹴友団 | 三和楽蹴クラブ | - | - | -                | -          |
| 7  | 1979 | 中津クラブ | 楠葉クラブ | 鹿児島教員 | 宮崎教員 | 熊本県教員蹴友団 | 新日鐵大分 | 宮農クラブ | 三菱化成黒崎 | - | - | -                | -          |
| 8  | 1980 | 中津クラブ | 新日鐵大分 | 三菱化成黒崎 | 宮農クラブ | 楠葉クラブ | 鹿児島教員 | 宮崎教員 | 熊本県教員蹴友団 | - | - | -                | -          |
| 9  | 1981 | 三菱化成黒崎 | 楠葉クラブ | 中津クラブ | 鹿児島教員 | 熊本県教員蹴友団 | 川副クラブ | 新日鐵大分 | 宮農クラブ | - | - | -                | -          |
| 10 | 1982 | 三菱化成黒崎 | 鹿児島教員 | 中津クラブ | 新日鐵大分 | 楠葉クラブ | 熊本県教員蹴友団 | 三菱重工長崎 | 京セラ川内 | 川副クラブ | 宮農クラブ | -                | -          |
| 11 | 1983 | 三菱化成黒崎 | 新日鐵大分 | 三菱重工長崎 | 鹿児島教員 | 電電熊本 | 楠葉クラブ | 中津クラブ | 熊本県教員蹴友団 | 川副クラブ | 京セラ川内 | -                | -          |
| 12 | 1984 | 三菱化成黒崎 | 新日鐵大分 | 鹿児島教員 | 楠葉クラブ | 三菱重工長崎 | 熊本県教員蹴友団 | 中津クラブ | 電電熊本 | 福岡教員クラブ | 川副クラブ | -                | -          |
| 13 | 1985 | 新日鐵大分 | 鹿児島教員 | 熊本県教員蹴友団 | 三菱化成黒崎 | 中津クラブ | 九州松下電器 | NTT熊本 | 楠葉クラブ | 三菱重工長崎 | 福岡教員クラブ | -                | -          |
| 14 | 1986 | 鹿児島教員 | 中津クラブ | 三菱化成黒崎 | 楠葉クラブ | NTT熊本 | 熊本県教員蹴友団 | 本田ロック | 九州松下電器 | 三菱重工長崎 | 新日鐵大分 | -                | -          |
| 15 | 1987 | 三菱化成黒崎 | 中津クラブ | 九州松下電器 | 楠葉クラブ | 熊本県教員蹴友団 | とびうめクラブ | 鹿児島教員 | NTT熊本 | 三菱重工長崎 | 本田ロック | -                | -          |
| 16 | 1988 | 新日鐵大分 | とびうめクラブ | 三菱化成黒崎 | 中津クラブ | 九州松下電器 | 鹿児島教員 | 三菱重工長崎 | 楠葉クラブ | NTT九州 | 熊本県教員蹴友団 | -                | -          |
| 17 | 1989 | 三菱化成黒崎 | NTT九州 | とびうめクラブ | 九州松下電器 | 三菱重工長崎 | 楠葉クラブ | 新日鐵大分 | 鹿児島教員 | 中津クラブ | 東亜建設工業 | -                | -          |
| 18 | 1990 | とびうめクラブ | 三菱化成黒崎 | 三菱重工長崎 | 鹿児島教員 | 新日鐵大分 | NTT九州 | 宮崎教員団 | 楠葉クラブ | 九州松下電器 | 中津クラブ | -                | -          |
| 19 | 1991 | NTT九州 | 三菱化成黒崎 | 新日鐵八幡 | 川副クラブ | 三菱重工長崎 | 熊本県教員蹴友団 | とびうめクラブ | 新日鐵大分 | 鹿児島教員 | 宮崎教員団 | 楠葉クラブ       | -          |
| 20 | 1992 | 新日鐵八幡 | NTT九州 | 三菱化成黒崎 | 京セラ川内 | 熊本県教員蹴友団 | 川副クラブ | 新日鐵大分 | 三菱重工長崎 | 鹿児島教員 | 宮崎教員団 | -                | -          |
| 21 | 1993 | 東亜建設FC | 新日鐵八幡 | NTT九州 | 三菱化成黒崎 | 川副クラブ | 新日鐵大分 | 熊本県教員蹴友団 | 京セラ川内 | 鹿児島教員 | 三菱重工長崎 | -                | -          |
| 22 | 1994 | NTT九州 | 東亜建設FC | 福岡ドリームス | 三菱化成黒崎 | 新日鐵八幡 | 鹿児島教員 | 熊本県教員蹴友団 | 新日鐵大分 | 京セラ川内 | 川副クラブ | -                | -          |
| 23 | 1995 | 大分トリニティ | 東亜建設FC | 新日鐵八幡 | NTT九州 | 鹿児島教員 | 福岡ドリームス | 熊本県教員蹴友団 | 三菱化学黒崎 | 三菱重工長崎 | 新日鐵大分 | -                | -          |
| 24 | 1996 | NTT九州 | ブレイズ熊本 | ヴォルカ鹿児島 | NSC八幡 | 三菱化学黒崎 | 三菱重工長崎 | 熊本県教員蹴友団 | 福岡ドリームス | 九州三菱自動車 | - | -                | -          |
| 25 | 1997 | NTT九州 | ヴォルカ鹿児島 | ブレイズ熊本 | NSC八幡 | ホンダロック | 三菱化学黒崎 | 京セラ川内 | 熊本県教員蹴友団 | 三菱重工長崎 | 九州三菱自動車 | -                | -          |
| 26 | 1998 | ブレイズ熊本 | ヴォルカ鹿児島 | NSC八幡 | 鹿児島クラブ | NTT九州 | 新日鐵大分 | 京セラ川内 | 三菱化学黒崎 | 三菱重工長崎 | 熊本県教員蹴友団 | -                | -          |
| 27 | 1999 | NTT九州 | 新日鐵大分 | ブレイズ熊本 | ホンダロック | NSC八幡 | ヴォルカ鹿児島 | 三菱重工長崎 | 京セラ川内 | 三菱化学黒崎 | 中津クラブ | -                | -          |
| 28 | 2000 | NTT熊本 | ホンダロック | 新日鐵大分 | ヴォルカ鹿児島 | 京セラ川内 | 三菱化学黒崎 | ランザ熊本 | 三菱重工長崎 | ブレイズ熊本 | 海邦銀行SC | -                | -          |
| 29 | 2001 | プロフェソール宮崎 | 新日鐵大分 | ヴォルカ鹿児島 | 京セラ川内 | ホンダロック | 三菱重工長崎 | ニューウェーブ 北九州 | 九州INAX | ランザ熊本 | ブレイズ熊本 | -                | -          |
| 30 | 2002 | 沖縄かりゆしFC | ヴォルカ鹿児島 | ホンダロック | 京セラ川内 | 新日鐵大分 | ランザ熊本 | ニューウェーブ 北九州 | 三菱重工長崎 | 九州INAX | 熊本県教員蹴友団 | -                | -          |
| 31 | 2003 | 沖縄かりゆしFC | ヴォルカ鹿児島 | 新日鐵大分 | ニューウェーブ 北九州 | アルエット熊本 | ホンダロック | サン宮崎FC | 海邦銀行SC | 三菱重工長崎 | ランザ熊本 | 九州INAX         | 京セラ川内 |
| 32 | 2004 | ホンダロック | 沖縄かりゆしFC | ヴォルカ鹿児島 | アルエット熊本 | 新日鐵大分 | ニューウェーブ 北九州 | 海邦銀行SC | サン宮崎FC | 三菱重工長崎 | OSUMI NIFS UNITED FC | -                | -          |
| 33 | 2005 | ロッソ熊本 | FC琉球 | V・ファーレン長崎 | 新日鐵大分 | ヴォルカ鹿児島 | ニューウェーブ 北九州 | 海邦銀行SC | 沖縄かりゆしFC | 三菱重工長崎 | サン宮崎FC | -                | -          |
| 34 | 2006 | V・ファーレン長崎 | 新日鐵大分 | ニューウェーブ 北九州 | ヴォルカ鹿児島 | 沖縄かりゆしFC | 大隅NIFSユナイテッド | 三菱重工長崎 | 七隈トンビーズ | 海邦銀行SC | - | -                | -          |
| 35 | 2007 | ニューウェーブ 北九州 | ホンダロック | V・ファーレン長崎 | 新日鐵大分 | ヴォルカ鹿児島 | 沖縄かりゆしFC | 三菱重工長崎 | 大隅NIFSユナイテッド | 海邦銀行SC | 熊本県教員蹴友団 | 七隈トンビーズ   | -          |
| 36 | 2008 | 沖縄かりゆしFC | V・ファーレン長崎 | ホンダロック | 新日鐵大分 | ヴォルカ鹿児島 | 海邦銀行SC | ヴァンクール熊本 | 九州INAX | 三菱重工長崎 | OSUMI NIFS UNITED FC | -                | -          |
| 37 | 2009 | 沖縄かりゆしFC | ヴォルカ鹿児島 | 新日鐵大分 | 九州総合 スポーツカレッジ | 海邦銀行SC | 九州INAX | 川副クラブ | 三菱重工長崎 | ヴァンクール熊本 | - | -                | -          |
| 38 | 2010 | HOYO Atletico ELAN | ヴォルカ鹿児島 | 新日鐵大分 | 九州総合 スポーツカレッジ | 九州INAX | 三菱重工長崎 | MSU FC | 川副クラブ | 海邦銀行SC | - | -                | -          |
| 39 | 2011 | HOYO AC ELAN大分 | FC KAGOSHIMA | ヴォルカ鹿児島 | 新日鐵大分 | 九州総合 スポーツカレッジ | 三菱重工長崎 | 佐賀LIXIL | 海邦銀行SC | MSU FC | 川副クラブ | -                | -          |
| 40 | 2012 | FC KAGOSHIMA | ヴォルカ鹿児島 | 三菱重工長崎 | 新日鐵大分 | 海邦銀行SC | 九州三菱自動車 | 佐賀LIXIL | 九州総合 スポーツカレッジ | MSU FC | Liberty.FC | -                | -          |
| 41 | 2013 | ヴォルカ鹿児島 | FC KAGOSHIMA | 新日鐵住金大分 | FC中津 | 海邦銀行SC | 九州三菱自動車 | 三菱重工長崎 | 佐賀LIXIL | FC那覇 | 九州総合 スポーツカレッジ | -                | -          |
| 42 | 2014 | 新日鐵住金大分 | 海邦銀行SC | 鹿児島UFC 2nd | 九州三菱自動車 | 三菱重工長崎 | FC中津 | MSU FC | FC那覇 | 佐賀LIXIL | 七隈トンビーズ | -                | -          |
| 43 | 2015 | 新日鐵住金大分 | テゲバジャーロ宮崎 | J.FC MIYAZAKI | 九州三菱自動車 | 三菱重工長崎 | 海邦銀行SC | FC中津 | 鹿児島UFC 2nd | 佐賀LIXIL | FC那覇 | -                | -          |
| 44 | 2016 | J.FC MIYAZAKI | テゲバジャーロ宮崎 | 新日鐵住金大分 | 九州三菱自動車 | FC中津 | 熊本県教員蹴友団 | NIFS KANOYA FC | 海邦銀行SC | 三菱重工長崎 | 鹿児島UFC 2nd | -                | -          |
| 45 | 2017 | テゲバジャーロ宮崎 | J.FC MIYAZAKI | 九州三菱自動車 | 新日鐵住金大分 | NIFS KANOYA FC | 海邦銀行SC | FC中津 | 熊本県教員蹴友団 | 佐賀LIXIL | 三菱重工長崎 | FC那覇           | -          |
| 46 | 2018 | J.FC MIYAZAKI | 沖縄SV | NIFS KANOYA FC | 熊本県教員蹴友団 | 新日鐵住金大分 | 海邦銀行SC | 佐賀LIXIL | 川副クラブ | 九州三菱自動車 | FC中津 | -                | -          |
| 47 | 2019 | 沖縄SV | J.FC MIYAZAKI | 佐賀LIXIL | 熊本県教員蹴友団 | 海邦銀行SC | 日本製鉄大分 | NIFS KANOYA FC | 川副クラブ | 九州三菱自動車 | 九州総合 スポーツカレッジ | -                | -          |
| 48 | 2020 | 新型コロナウイルスの影響によりリーグ戦中止（地域CL2020九州代表には前年優勝クラブの沖縄SVを、輪番枠による第2代表には前年2位のJ.FC MIYAZAKIを選出） | 新型コロナウイルスの影響によりリーグ戦中止（地域CL2020九州代表には前年優勝クラブの沖縄SVを、輪番枠による第2代表には前年2位のJ.FC MIYAZAKIを選出） | 新型コロナウイルスの影響によりリーグ戦中止（地域CL2020九州代表には前年優勝クラブの沖縄SVを、輪番枠による第2代表には前年2位のJ.FC MIYAZAKIを選出） | 新型コロナウイルスの影響によりリーグ戦中止（地域CL2020九州代表には前年優勝クラブの沖縄SVを、輪番枠による第2代表には前年2位のJ.FC MIYAZAKIを選出） | 新型コロナウイルスの影響によりリーグ戦中止（地域CL2020九州代表には前年優勝クラブの沖縄SVを、輪番枠による第2代表には前年2位のJ.FC MIYAZAKIを選出） | 新型コロナウイルスの影響によりリーグ戦中止（地域CL2020九州代表には前年優勝クラブの沖縄SVを、輪番枠による第2代表には前年2位のJ.FC MIYAZAKIを選出） | 新型コロナウイルスの影響によりリーグ戦中止（地域CL2020九州代表には前年優勝クラブの沖縄SVを、輪番枠による第2代表には前年2位のJ.FC MIYAZAKIを選出） | 新型コロナウイルスの影響によりリーグ戦中止（地域CL2020九州代表には前年優勝クラブの沖縄SVを、輪番枠による第2代表には前年2位のJ.FC MIYAZAKIを選出） | 新型コロナウイルスの影響によりリーグ戦中止（地域CL2020九州代表には前年優勝クラブの沖縄SVを、輪番枠による第2代表には前年2位のJ.FC MIYAZAKIを選出） | 新型コロナウイルスの影響によりリーグ戦中止（地域CL2020九州代表には前年優勝クラブの沖縄SVを、輪番枠による第2代表には前年2位のJ.FC MIYAZAKIを選出） | -                | -          |
| 49 | 2021 | 沖縄SV | ヴェロスクロノス都農 | ジェイリースFC | 佐賀LIXIL | NIFS KANOYA FC | 海邦銀行SC | 九州三菱自動車 | 川副クラブ | 熊本県教員蹴友団 | FC中津 | （日本製鉄大分） | -          |
| 50 | 2022 | 沖縄SV | FC延岡AGATA | ヴェロスクロノス都農 | ジェイリースFC | NIFS KANOYA FC | Brew KASHIMA | KMGホールディングスFC | 日本製鉄大分 | 川副クラブ | 熊本県教員蹴友団 | 海邦銀行SC       | -          |
| 51 | 2023 | ヴェロスクロノス都農 | FC延岡AGATA | ジェイリースFC | KMGホールディングスFC | NIFS KANOYA FC | 川副クラブ | Brew KASHIMA | 日本製鉄大分 | KAJIKI F.C. | 九州総合 スポーツカレッジ | -                | -          |
| 52 | 2024 | ヴェロスクロノス都農 | ジェイリースFC | FC延岡AGATA | Brew KASHIMA | KMGホールディングスFC | 川副クラブ | 日本製鉄大分 | 板付FC | NIFS KANOYA FC | 海邦銀行SC | -                | -          |

| 昇 格            |
| 降格・リーグ離脱 |

- 九州サッカーリーグ 成績一覧 参照

1. ↑  リーグ離脱。
2. ↑  1995年度にリーグ優勝した大分トリニティが全国地域リーグ決勝大会で2位となり旧JFLへ昇格し、最下位（10位）だった新日鉄大分が県リーグへ自動降格したため、9クラブで実施。
また、1996年シーズン終了後に九州サッカーリーグからの撤退クラブが出たため入替戦は実施されず、九州各県リーグ決勝大会上位2クラブが自動昇格することになった。
3. ↑  リーグ離脱。
4. ↑  廃部によりリーグ離脱。
5. ↑  ホンダロックSCが日本フットボールリーグ（JFL）に昇格。
6. ↑  優勝したロッソ熊本および2位のFC琉球が全国地域リーグ決勝大会に進出。琉球は優勝してJFL昇格が決定。JFL優勝の愛媛FCがJリーグ ディビジョン2(J2)に昇格するため、3位だった熊本もJFLに昇格した。そのため、9位の三菱重工長崎は入替戦を免れて残留。九州各県リーグ決勝大会の上位2クラブが九州サッカーリーグに自動昇格。
7. ↑  優勝したV・ファーレン長崎および2位の新日鐵大分が、第30回（2006年）全国地域リーグ決勝大会に出場。新日鐵大分はDグループ最下位で敗退、長崎はBグループ首位で決勝ラウンドに進出も1PK負2敗で最下位に終わり、ともにJFL昇格を逃した。
しかし、長崎が決勝ラウンドまで進出した事により、九州リーグからは2007年度の第31回全国地域リーグ決勝大会も2クラブが進出することとなった。なおJFL入れ替え戦で敗退したホンダロックSCが3年ぶりに九州リーグに降格した。
また、9クラブでリーグ戦を行ったため、最下位（9位）だった海邦銀行SCが入替戦に出場し、九州各県リーグ決勝大会準優勝の延岡市サッカークラブを4-3で下し九州サッカーリーグに残留。
8. ↑  優勝したニューウェーブ北九州および2位のホンダロックSCが、第31回（2007年）全国地域サッカーリーグ決勝大会に出場。北九州が決勝ラウンド2位でJFLに昇格した。
また、リーグ戦が11クラブで行われたため、11位・10位を自動降格、9位を入替戦出場とする予定だったが、北九州のJFL昇格を受け、七隈トンビーズ（11位）と、熊本県教員蹴友団（10位）が県リーグに自動降格、入れ替え戦は行われないこととなった。
9. ↑  第44回全国社会人サッカー選手権大会3位入賞を経てから第32回全国地域サッカーリーグ決勝大会3位入賞しJFLへ昇格
10. ↑  クラブ解散によりリーグ離脱。
11. ↑  クラブ解散によりリーグ離脱。
12. ↑  FC KAGOSHIMAとの合併クラブ鹿児島ユナイテッドFC発足に伴い、翌年から鹿児島ユナイテッドFCセカンドとして九州リーグに参加。
13. ↑  ヴォルカ鹿児島との合併クラブ鹿児島ユナイテッドFC発足に伴い、翌年から鹿児島ユナイテッドFCとしてJFLに参加。
14. ↑  入れ替え戦参加を辞退し、この年限りでクラブ解散。
15. ↑  日本製鉄大分が参加辞退したことに伴い、この年の県リーグ降格は実施されなかったが、シーズン終了後にFC中津がリーグ脱会、翌年から大分県4部に所属
16. ↑  新型コロナウイルスの影響により、この年のみ参加辞退

### 過去の参加クラブ
福岡県
- 三菱化成黒崎サッカー部（1973-94年）→三菱化学黒崎FC（1995-2000年）→ニューウェーブ北九州（2001-07年）（現・ギラヴァンツ北九州）
- 全西鉄（1973-75年）
- 福岡教員クラブ（1984-85年）
- とびうめクラブ（1987-91年）→福岡ドリームス（1994-96年）
- 新日鐵八幡（1991-95年）→NSC八幡（1996-99年）
- 七隈トンビーズ（2006-07年、2014年）

佐賀県
- 楠葉クラブ（1973-91年）

長崎県
- V・ファーレン長崎（2005-08年）

熊本県
- 電電熊本（1983-84年）→NTT熊本（1985-87年）→NTT九州（1988-99年）→NTT熊本（2000年）→アルエット熊本（2003-04年）
- 九州松下電器サッカー部（1985-90年）
- 東亜建設工業（1989年）→東亜建設FC（1993-95年）→ブレイズ熊本（1996-2001年）
- ランザ熊本（2000-03年）
- ロッソ熊本（現・ロアッソ熊本）（2005年）
- 鶴屋百貨店（1973年）→ヴァンクール熊本(2008-09年)
- 熊本教員（1973-84年）→熊本教員団（1985-88、91-98、2002年）→熊本県教員蹴友団（2007年、2016-22年）

大分県
- 大分スポーツ（1974年）
- 大分FC（現・大分トリニータ）（1995年）
- HOYO Atletico ELAN（2010年）→HOYO AC ELAN大分（2011年）（現・ヴェルスパ大分）
- 中津クラブ（1974-90、99年）→FC中津(2013-18年、2020-21年)
- 九州総合スポーツカレッジ（2009-13年、2019年、2023年）

宮崎県
- 宮農クラブ（1975-82年）
- 三和楽蹴クラブ（1976-78年）
- 宮崎教員（1979-80年）→宮崎教員団（1990-92年）→プロフェソール宮崎FC（2001年）→サン宮崎FC（2003-05年）
- 本田ロック（1986-87年）→ホンダロック（1997-2004、07-08年）（現・ミネベアミツミFC）
- MSU FC（2010-12年、2014年）→テゲバジャーロ宮崎（2015年-2017年）

鹿児島県
- 鹿児島クラブ（1973-77年）
- 京セラ川内（1982-83、92-94、97-2003年）
- Liberty.FC（2012年）
- 鹿児島サッカー教員団（1973-95年）→ヴォルカ鹿児島（1996-2013年）（現・鹿児島ユナイテッドFC）
- OSUMI NIFS UNITED FC（2004年、2006-08年）→FC KAGOSHIMA（2011-13年）（現・鹿児島ユナイテッドFC）
- 鹿児島ユナイテッドFCセカンド（2014-16年）
- KAJIKI F.C.（2023年）

沖縄県
- 沖縄かりゆしFC（2002-09年）
- FC琉球（2005年）
- FC那覇（2013-15年、2017年）
- 沖縄SV（2018-22年）
- 海邦銀行SC（2000年、2003-22年、2024年）

## 九州サッカーリーグ昇格・県リーグ降格条件
昇格
- 九州各県リーグ決勝大会で優勝する。
- 同大会で準優勝し、九州リーグ9位との入替戦に勝利する。

降格
- 九州リーグ10位は、JFLとの昇降格にかかわりなく翌年から所属の県リーグに自動降格。
  - JFLからの降格等により11クラブ以上でリーグを開催した場合、10位以下のクラブは自動降格となる。
- 九州リーグ9位は、九州各県リーグ決勝大会準優勝チームとの入替戦に敗れると降格となる。

10クラブでのリーグ開催を基本編成としているため、JFLへの昇格や九州リーグから退会するクラブが出た場合は、九州リーグ9位が残留、各県リーグ決勝大会準優勝チームが自動昇格となることもある。